# 砂のしろ
「砂のしろ」（すなのしろ）は、小松未歩の22枚目のシングル。2004年7月28日にGIZA studioより発売された。規格品番はGZCA-4007。

## 概要
- 本人曰く、タイトルの「砂のしろ」とは、積み上げてきた想いや重ねてきた時間のイメージであるという。
- 「砂のしろ」では古井弘人、「いつかはダイアの恋」と「sha la la...」では岡本仁志と、GARNET CROWの男性メンバー陣をアレンジャーに迎えた作品である。
- もともとカップリング曲は「向日葵の小径」の予定であったが収録見送りになり、代わりに「sha la la...」が収録となった経緯がある。ちなみに「向日葵の小径」は約1年後、25枚目のシングル「あなた色」にカップリングとなる。

## 収録曲
全作詞・作曲／小松未歩
1. 砂のしろ　編曲:古井弘人
出版者:ギザミュージック
2. いつかはダイアの恋　編曲:岡本仁志
出版者:ギザミュージック
3. sha la la...　編曲:岡本仁志
出版者:ギザミュージック
4. 砂のしろ <instrumental>

## 収録アルバム
- 『小松未歩 7 〜prime number〜』(#1,3)
- 『小松未歩 ベスト 〜once more〜』(#1)